# Kanton Saintes-Ouest
Kanton Saintes-Ouest (fr. Canton de Saintes-Ouest) je francouzský kanton v departementu Charente-Maritime v regionu Poitou-Charentes. Skládá se z devíti obcí, z čehož město Saintes jen zčásti.

## Obce kantonu
- Chermignac
- Écurat
- Nieul-lès-Saintes
- Pessines
- Préguillac
- Saint-Georges-des-Coteaux
- Saintes
- Thénac
- Varzay